# Javaアプリケーション
Javaアプリケーション（ジャバアプリケーション）はJavaプログラムの、実行形態による分類の一つ。またはその実行形態のJavaプログラム。
Webからダウンロードされて、Webブラウザに組み込まれたJava仮想マシン上で実行されるJavaアプレットに対し、JavaアプリケーションはWebブラウザを必要とせず、コンピュータシステムに存在するスタンドアロンのJava仮想マシン上で単独に実行される。いずれも実行端末にJava Runtime Environment (JRE) を必要とすることに変わりはない。その他の実行形態として、Java Servletがある。
携帯電話用のアプリケーションソフトウェア開発プラットフォームとしても利用され、
- iアプリ （iモード／NTTドコモ）
- iアプリDX （iモード／NTTドコモ）
- EZアプリ (Java) （EZweb／au (KDDI)）
- S!アプリ （Yahoo!ケータイ／ソフトバンクモバイル）

などの種類がある。